# غرانيت (أوريغون)
غرانيت (بالإنجليزية: Granite, Oregon)‏ هي مدينة تقع في مقاطعة غرانت، أوريغون بولاية أوريغون في الولايات المتحدة. تبلغ مساحة هذه المدينة 0.96 (كم²)، وترتفع عن سطح البحر م، بلغ عدد سكانها 38 نسمة في عام 2010 حسب إحصاء مكتب تعداد الولايات المتحدة.

## التركيبة السكانية
قام مكتب تعداد الولايات المتحدة بتحديد بيانات التركيبة السكانية لغرانيت في تعداد الولايات المتحدة. في ما يلي، التركيبة السكانية حسب تعدادي 2000 و2010.

### تعداد عام 2000
بلغ عدد سكان غرانيت 24 نسمة بحسب تعداد عام 2000، وبلغ عدد الأسر 15 أسرة وعدد العائلات 9 عائلة مقيمة في المدينة.
وتوزع التركيب العرقي للمدينة بنسبة 100% من البيض فيما شكل الهسبانيون أو اللاتينيون من أي عرق نسبة 4% من السكان.
None
بلغ العمر الوسطي للسكان 57 عاماً. ونسبة 21% كانت واقعةً في الفئة العمرية ما بين الخامسة والعشرون حتى والأربعة وأربعون عاماً، ونسبة 67% كانت ما بين الخامسة والأربعون حتى الرابعة والستون، ونسبة 13% كانت ضمن فئة الخامسة والستون عاماً فما فوق. يوجد لكل 100 أنثى 118 ذكر، ويوجد لكل 100 أنثى في الثامنة عشر من عمرها فما فوق 118 ذكر.
بلغ متوسط دخل الأسرة في المدينة 15,625 دولار، أما متوسط دخل العائلة فبلغ 20,625 دولار. وكان متوسط دخل الذكور 11,250 دولار مقابل 6,250 دولار للإناث. وسجل دخل الفرد الخاص بالمدينة 8,024 دولار. وكانت نسبة 20% من العائلات ونسبة 36% من السكان تحت خط الفقر،

### تعداد عام 2010
بلغ عدد سكان غرانيت 38 نسمة بحسب تعداد عام 2010، وبلغ عدد الأسر 22 أسرة وعدد العائلات 13 عائلة مقيمة في المدينة.
وتوزع التركيب العرقي للمدينة بنسبة 95% من البيض و 5% من الأمريكيين الأصليين.
None
بلغ العمر الوسطي للسكان 63 عاماً. وكانت نسبة 3% من القاطنين تحت سن الثامنة عشر، ونسبة 3% كانت واقعةً في الفئة العمرية ما بين الخامسة والعشرون حتى والأربعة وأربعون عاماً، ونسبة 50% كانت ما بين الخامسة والأربعون حتى الرابعة والستون، ونسبة 45% كانت ضمن فئة الخامسة والستون عاماً فما فوق. وتوزع التركيب الجنسي للسكان بنسبة 58% ذكور و42% إناث.

## وصلات خارجية
- The US50 - Cities and Towns in Oregon State